# O cvrčkovi tuláku
O cvrčkovi tuláku je kniha pro děti českého spisovatele Václava Kůrky vydaná roku 1937.
Knihu s ilustracemi Karla Svolinského vydal Edvard Fastr v Lounech. K této knížce byly v tomtéž roce vydány Cvrčkovy omalovánky, které také ilustroval Karel Svolinský a vydal Edvard Fastr v Lounech.

## Děj
Malý cvrček, který celé svoje dětství bloudí po zemi, bolestně si uvědomuje, že všechno na světě je podmíněno penězi. Ve svém malém srdéčku zatouží po nich a po moci zlata. Odejde jako zlatokop na Aljašku, ale na cestě se ztratí ve spleti života. O jeho zachránění má zásluhu hezká beruška Lilinka. Nakonec se vrací domů bohatý zkušenostmi, které mají větší cenu nežli peníze.